# 斑腩
斑腩（或稱魚腩）是用高價的海魚如石斑魚或青斑魚的肚肉炸成，不同於斑球。但現在香港的茶餐廳和快餐店通常用急凍的龍利、鯰魚或青衣等廉價雜魚製成，但因商品說明條例關係，很多食肆已把斑腩改稱為魚腩，以免觸犯此法。斑腩可煮成古法炆斑腩。
在台灣，最常食用的魚肚為虱目魚的魚肚，可在台灣的一些小吃店見到。

## 煮法
將魚肉洗淨並擦乾水份，用一個蛋拌勻之後魚肉稍用適量鹽、雞粉和糖入味，然後沾生粉炸香。

## 另見
- 粟米石斑塊